# Lysimachia acroadenia
Lysimachia acroadenia är en viveväxtart som beskrevs av Carl Maximowicz. Lysimachia acroadenia ingår i släktet lysingar, och familjen viveväxter. Inga underarter finns listade i Catalogue of Life.